# ARFIP2
ARFIP2‏ (ADP ribosylation factor interacting protein 2) هوَ بروتين يُشَفر بواسطة جين ARFIP2 في الإنسان.